# Франклин (округ Камбрија, Пенсилванија)
Франклин (енгл. Franklin, Cambria County) град је у америчкој савезној држави Пенсилванија.

## Демографија
По попису из 2010. године број становника је 323, што је 119 (-26,9%) становника мање него 2000. године.
| Група             | 2000.       | 2010.       |
| Белци             | 399 (90,3%) | 299 (92,6%) |
| Афроамериканци    | 40 (9,0%)   | 15 (4,6%)   |
| Азијати           | 0 (0,0%)    | 0 (0,0%)    |
| Хиспаноамериканци | 0 (0,0%)    | 2 (0,6%)    |
| Укупно            | 442         | 323         |